# Operation Finery
Operation Finery var en brittisk plan för militärt ingripande i Zanzibar efter revolutionen 1964. Revolutionen hade startat den 12 januari och sedan dess hade brittiska styrkor närvarat i området för att skydda europeiska medborgare. Operation Parthenon skulle ha syftat att försvara Zanzibar mot en militärkupp av Umma-partiet genom att starta en amfibisk och luftburen attack mot ön Zanzibar. Parthenon ersattes av Operation Boris. Boris skulle ha startat attacken från brittiska flygfält i Kenya. Dessa kunde dock inte behållas på grund av att kenyaner sympatiserade med zanzibarer och den 9 april ersattes Boris av operation Finery. Operationen skulle ha involverat en helikopterattack mot Unguja av Royal Marines.
För att svara snabbare planerades en småskalig operation som skulle startas inom tjugofyra timmar som skulle kräva evakuering av brittiska medborgare ifrån Zanzibar. Skapandet av Tanzania mellan Zanzibar och Tanganyika den 23 april kan ha varit en katalyst för Umma-partiet att försöka sig på en kupp, och därför bistods Finery från 23 april av Operation Shed, för att överta Ungujas flygplats och skydda Abeid Karumes regering. Den förväntade kuppen inträffade inte och Finery lades ner den 29 april, även om Shed kvarstod.